# 簡易保険加入者協会
一般財団法人簡易保険加入者協会(かんいほけんかにゅうしゃきょうかい)は、1960年に簡易保険加入者の会を基盤とし、郵政大臣の許可を得て創設された財団法人。

## 概要

### 目的
簡易保険加入者及び株式会社かんぽ生命保険の保険加入者のための簡便で低廉な相互救済サービスを提供するとともにラジオ体操・みんなの体操の普及を推進することにより、簡易保険加入者及び地域市民の福祉増進並びに自助・共助の精神の普及を図り、もって安心社会の実現に寄与すること。

### 事業

#### 公益事業等
1. ラジオ体操・みんなの体操の普及推進（公益事業）
2. 簡易保険加入者の会の事務処理

#### 災害見舞事業
簡易保険加入者の会の構成員が掛金を出し合い、火災やその他の自然災害等で、家屋や家財に損害を受けた場合、あるいは不慮の事故や災害で弔慰金対象者に指定された方が死亡された場合等に、見舞金を支払う相互救済の制度。